# Щёлочноземельные металлы
Щёлочноземе́льные мета́ллы — химические элементы 2-й группы периодической таблицы элементов: бериллий (Be), магний (Mg), кальций (Ca), стронций (Sr), барий (Ba), радий (Ra). В случае своего открытия гипотетический 120-й элемент унбинилий, согласно строению внешней электронной оболочки, также будет отнесен к щёлочноземельным металлам.

## Бериллий и магний
Раньше Be и Mg не относили к щёлочноземельным металлам, потому что их гидроксиды не являются щелочами.
Be(OH)2 — амфотерный гидроксид.
Mg(OH)2 — малорастворимое основание, которое дает слабощелочную реакцию и окрашивает индикатор.
Be не реагирует с водой, Mg — очень медленно (при обычных условиях) в отличие от всех остальных щёлочноземельных металлов.
Однако сегодня, согласно определению ИЮПАК, бериллий и магний относят к щёлочноземельным металлам.

## Физические свойства
К щёлочноземельным металлам часто относят только кальций, стронций, барий и радий, реже магний и бериллий. Однако согласно номенклатуре ИЮПАК щёлочноземельными металлами следует считать все элементы 2-й группы. Первый элемент этой группы, бериллий, по большинству свойств гораздо ближе к алюминию, чем к высшим аналогами группы, в которую он входит (диагональное сходство). Второй элемент этой группы, магний, уже обладает некоторыми химическими свойствами, общими для щелочноземельных металлов, но в остальном заметно отличается от них, в частности, значительно меньшей активностью, и рядом свойств напоминает всё тот же алюминий.
Все щёлочноземельные металлы серые, твёрдые при комнатной температуре вещества. В отличие от щелочных металлов, они существенно более твёрдые, и ножом преимущественно не режутся (исключение — стронций). Рост плотности
щёлочноземельных металлов наблюдается только начиная с кальция. Самый тяжёлый — радий, по плотности сравнимый с германием (ρ= 5,5 г/см3).
Электрическая проводимость щелочноземельных металлов примерно такая же, как и щелочных металлов.
В целом металлы второй группы по сравнению с щелочными металлами обладают большей плотностью и твердостью.
| Атомный номер | Название, символ | Число изотопов (природных + искусственных) | Атомная масса | Энергия ионизации, кДж·моль−1 | Сродство к электрону, кДж·моль−1 | ЭО   | Металл. радиус, нм (По Полингу) | Ионный радиус, нм (По Полингу) | tпл, °C | tкип, °C | ρ, г/см³ | ΔHпл, кДж·моль−1 | ΔHкип, кДж·моль−1 |
| ------------- | ---------------- | ------------------------------------------ | ------------- | ----------------------------- | -------------------------------- | ---- | ------------------------------- | ------------------------------ | ------- | -------- | -------- | ---------------- | ----------------- |
| 4             | Бериллий Be      | 1+11а                                      | 9,012182      | 898,8                         | -50 (оценка)                     | 1,57 | 0,169                           | 0,031                          | 1278    | 2970     | 1,848    | 12,21            | 309               |
| 12            | Магний Mg        | 3+19а                                      | 24,305        | 737,3                         | -40 (оценка)                     | 1,31 | 0,24513                         | 0,065                          | 650     | 1105     | 1,737    | 9,2              | 131,8             |
| 20            | Кальций Ca       | 5+19а                                      | 40,078        | 589,4                         | 2,37                             | 1,00 | 0,279                           | 0,099                          | 839     | 1484     | 1,55     | 9,20             | 153,6             |
| 38            | Стронций Sr      | 4+35а                                      | 87,62         | 549,0                         | 5,02                             | 0,95 | 0,304                           | 0,113                          | 769     | 1384     | 2,54     | 9,2              | 144               |
| 56            | Барий Ba         | 7+43а                                      | 137,327       | 502,5                         | 13,95                            | 0,89 | 0,251                           | 0,135                          | 729     | 1637     | 3,5      | 7,66             | 142               |
| 88            | Радий Ra         | 46а                                        | 226,0254      | 509,3                         | 9,65 (оценка)                    | 0,9  | 0,2574                          | 0,143                          | 700     | 1737     | 5,5      | 8,5              | 113               |

а Радиоактивные изотопы

## Химические свойства
Щёлочноземельные металлы имеют электронную конфигурацию внешнего энергетического уровня ns², и являются s-элементами, наряду с щелочными металлами, водородом и гелием. Имея два валентных электрона, щёлочноземельные металлы легко их отдают, и в большинстве соединений имеют степень окисления +2 (очень редко +1).
Химическая активность щёлочноземельных металлов растёт с ростом порядкового номера. Бериллий в компактном виде не реагирует ни с кислородом, ни с галогенами даже при температуре красного каления (до 600 °C, для реакции с кислородом и другими халькогенами нужна ещё более высокая температура, фтор — исключение). Магний защищён оксидной плёнкой при комнатной температуре и более высоких (до 650 °C) температурах и не окисляется дальше. Кальций медленно окисляется и при комнатной температуре вглубь (в присутствии водяных паров), и сгорает при небольшом нагревании в кислороде, но устойчив в сухом воздухе при комнатной температуре. Стронций, барий и радий быстро окисляются на воздухе, давая смесь оксидов и нитридов, поэтому их, подобно щелочным металлам (за исключением рубидия и цезия, для которых допустимо хранение только в атмосфере аргона, поскольку они сильно окисляются даже в керосине) и кальцию, хранят под слоем керосина, особочистые реактивы простых веществ кальция, стронция и бария хранятся в ампулах с инертной атмосферой аргона, более того, барий и его водорастворимые соединения токсичны, поэтому работа с ним требует защиты органов дыхания и кожи от возможного попадания растворов солей бария.
Озониды и надпероксиды щёлочноземельных металлов детально не изучены, они являются неустойчивыми соединениями и не находят широкого применения.
Оксиды и гидроксиды щёлочноземельных металлов имеют тенденцию к усилению основных свойств с ростом порядкового номера.

### Простые вещества
Бериллий реагирует со слабыми и сильными растворами кислот с образованием солей:
{\displaystyle {\mathsf {Be+2H^{+}\longrightarrow Be^{2+}+H_{2}\uparrow }}}
однако пассивируется холодной концентрированной азотной кислотой.
Реакция бериллия с водными растворами щелочей сопровождается выделением водорода и образованием гидроксобериллатов:
{\displaystyle {\mathsf {Be+2OH^{-}+2H_{2}O\rightarrow [Be(OH)_{4}]^{2-}+H_{2}\uparrow }}}
При проведении реакции с расплавом щелочи при 400—500 °C образуются диоксобериллаты:
{\displaystyle {\mathsf {Be+2OH^{-}\rightarrow BeO_{2}^{2-}+H_{2}\uparrow }}}
Магний, кальций, стронций, барий и радий реагируют с водой с образованием щелочей (магний с холодной водой реагирует очень медленно, но при внесении раскалённого порошка магния в воду, а также в горячей воде — бурно):
{\displaystyle {\mathsf {Sr+2H_{2}O\longrightarrow Sr(OH)_{2}+H_{2}\uparrow }}}
Также кальций, стронций, барий и радий реагируют с водородом, азотом, бором, углеродом и другими неметаллами с образованием соответствующих бинарных соединений:
{\displaystyle {\mathsf {Ca+H_{2}\longrightarrow CaH_{2}}}}
{\displaystyle {\mathsf {3Sr+N_{2}\longrightarrow Sr_{3}N_{2}}}}

### Оксиды
Оксид бериллия — амфотерный оксид, растворяется в концентрированных минеральных кислотах и щелочах с образованием солей:
{\displaystyle {\mathsf {BeO+2NaOH+H_{2}O\longrightarrow Na_{2}[Be(OH)_{4}]}}}
{\displaystyle {\mathsf {BeO+2HCl\longrightarrow BeCl_{2}+H_{2}O}}}
но с менее сильными кислотами и основаниями реакция уже не идет.
Оксид магния не реагирует с разбавленными и концентрированными основаниями, но легко реагирует с кислотами и водой:
{\displaystyle {\mathsf {MgO+2HCl\longrightarrow MgCl_{2}+H_{2}O}}}
{\displaystyle {\mathsf {MgO+H_{2}O\longrightarrow Mg(OH)_{2}}}}
Оксиды кальция, стронция, бария и радия — основные оксиды, реагируют с водой, сильными и слабыми растворами кислот и амфотерными оксидами и гидроксидами:
{\displaystyle {\mathsf {CaO+H_{2}O\longrightarrow Ca(OH)_{2}}}}
{\displaystyle {\mathsf {SrO+2HCl\longrightarrow SrCl_{2}+H_{2}O}}}
{\displaystyle {\mathsf {BaO+Al_{2}O_{3}\ \xrightarrow {^{o}t} \ Ba(AlO_{2})_{2}}}}
{\displaystyle {\mathsf {BaO+2Al(OH)_{3}\ \xrightarrow {^{o}t} \ Ba(AlO_{2})_{2}+3H_{2}O}}}

### Гидроксиды
Гидроксид бериллия амфотерен, при реакциях с сильными основаниями образует бериллаты, с кислотами — бериллиевые соли кислот:
{\displaystyle {\mathsf {Be(OH)_{2}+2KOH\longrightarrow K_{2}BeO_{2}+2H_{2}O}}}
{\displaystyle {\mathsf {Be(OH)_{2}+2HCl\longrightarrow BeCl_{2}+2H_{2}O}}}
Гидроксиды магния, кальция, стронция, бария и радия — основания, сила увеличивается от слабого Mg(OH)2 до очень сильного Ra(OH)2, являющегося сильнейшим коррозионным веществом, по активности превышающим гидроксид калия. Хорошо растворяются в воде (кроме гидроксидов магния и кальция). Для них характерны реакции с кислотами и кислотными оксидами и с амфотерными оксидами и гидроксидами:
{\displaystyle {\mathsf {Ba(OH)_{2}+SO_{3}\longrightarrow BaSO_{4}+H_{2}O}}}
{\displaystyle {\mathsf {3Sr(OH)_{2}+2H_{3}PO_{4}\longrightarrow Sr_{3}(PO_{4})_{2}+6H_{2}O}}}
{\displaystyle {\mathsf {Ra(OH)_{2}+Al_{2}O_{3}\longrightarrow Ra(AlO_{2})_{2}+H_{2}O}}}
{\displaystyle {\mathsf {Ba(OH)_{2}+Zn(OH)_{2}\longrightarrow Ba[Zn(OH)_{4}]}}}

## Нахождение в природе
Все щёлочноземельные металлы имеются (в разных количествах) на Земле. Ввиду своей высокой химической активности все они в свободном состоянии не встречаются. Самым распространённым щёлочноземельным металлом является кальций, содержание которого равно относительно массы земной коры оценивается по-разному: от 2 % до 13,3 %. Немногим ему уступает магний, содержание которого равно 2,35 %. Распространены в природе также барий и стронций, содержание которых соответственно равно 0,039 % и 0,0384 % от массы земной коры. Бериллий является редким элементом, количество которого составляет 2⋅10−4% от массы земной коры. Радиоактивный радий — это самый редкий из всех щёлочноземельных металлов, но он в небольшом количестве всегда содержится в урановых рудах. В частности, он может быть выделен оттуда химическим путём. Его содержание равно 1⋅10−10% (от массы земной коры).

## Биологическая роль
Магний содержится в тканях животных и растений (например, в хлорофилле), является кофактором многих ферментативных реакций, необходим при синтезе АТФ, участвует в передаче нервных импульсов, активно применяется в медицине (бишофитотерапия и др.).
Кальций — распространенный макроэлемент в организме растений, животных и человека. В организме человека и других позвоночных большая его часть находится в скелете и зубах. В костях кальций содержится в виде гидроксиапатита. Из различных форм карбоната кальция состоят минеральные «скелеты» некоторых представителей многих групп беспозвоночных (губки, кишечнополостные, моллюски и др.). Ионы кальция участвуют в процессах свертывания крови, а также служат одним из универсальных вторичных посредников внутри клеток и регулируют самые разные внутриклеточные процессы: мышечное сокращение, экзоцитоз, в том числе секрецию гормонов и нейромедиаторов.
Стронций может замещать кальций в природных тканях[прояснить], так как схож с ним по свойствам. В организме человека масса стронция составляет около 1 % от массы кальция.
На данный момент о биологической роли бериллия, бария и радия ничего не известно. Все соединения бария (кроме сульфата ввиду его чрезвычайно малой растворимости) и бериллия ядовиты. Радий чрезвычайно радиотоксичен. В организме он ведёт себя подобно кальцию — около 80 % поступившего в организм радия накапливается в костной ткани. Большие концентрации радия вызывают остеопороз, самопроизвольные переломы костей и злокачественные опухоли костей и кроветворной ткани. Опасность представляет также радон — газообразный радиоактивный продукт распада радия.